# Kojika monogatari
Kojika monogatari (子鹿物語) est le premier dessin animé numérique, il s'agit d'une adaptation en dessin animé de la nouvelle de Marjorie Kinnan Rawlings, « anglais : The Yearling ». Cette série est réalisée par Masaaki Ōsumi entre 1983 et 1985, d'après un projet de Mitsuru Kaneko.